# Bartók Gábor
Bartók Gábor (Encsencs, 1813. április 14. – Szatmár, 1876. augusztus 3.) iskolaigazgató.

## Élete
Atyja iskolamester volt; tanulmányait 1823-ban Sárospatakon kezdte; a jogi s teológiai szakot is itt végezte 1838-ban. Ekkor Máramarosszigetre ment elemi tanítóul. 1841-ben a költészeti és szónoklati osztályok, 1850-ben pedig a bölcselet rendes tanárává választatott meg. Máramarosszigetről 1856-ban Szatmárra hívták meg gimnáziumi igazgatónak, hol 1867-ig működött, azután nyugalomba vonult.

## Munkái
- Életeszélytan. Pest, 1855.
- Székfoglaló beszéd. Szatmár, 1856.
- Szatmár-Németi szab. kir. város egyházi és polgári történetei. Sarkadi Nagy Mihály után rendszerbe ütötte. Uo. 1861. (Ism. Szépirod. Figyelő 1861. Bud. Szemle XIV. 1862.)

Kézirata: A szatmári tractus ekklezsiáinak históriája (1808.) a szatmári református egyház levéltárában.